# Jezero Junín
Jezero Junín (špansko Lago Junín; kečuansko Chinchayqucha (Severno jezero)) je največje jezero, ki leži v celoti na ozemlju Peruja. Večje jezero je le jezero Titikaka, katerega vzhodni del spada pod ozemlje Bolivije. Nahaja se približno 4.082 metrov nad morsko višino in je eno pomembnejših gnezdišč ptic v Peruju.
Večina jezera se nahaja v istoimenski provinci, ki je del istoimenske regije; severozahodni del jezera pa se nahaja v provinci Pasco istoimenske regije.